# 薄板龍屬
薄片龍屬（意為「有轻薄片板的蜥蜴」），又名薄板龍，因為牠骨盆裡的板狀骨頭而得名，生存於白堊紀晚期，是種有極長頸部的蛇頸龍類。

## 生理構造
牠身長14公尺，重達2,000公斤，是最長的蛇頸龍亞目。牠擁有大型身體與四個鰭狀肢。身長的一半為頸部，頸部有超過70個脊椎骨，超過任何動物。牠的小型頭部裡有銳利牙齒。

## 發現與歷史
最早的薄片龍化石是在1868年於美國堪薩斯州發現，並由愛德華·德林克·科普（Edward Drinker Cope）敘述。其他標本在北美的不同地點發現。薄片龍目前已經有許多種。在1999年，肯尼思·卡彭特（Kenneth Carpenter）提出薄片龍只有一個種，模式種（E. platyurus）。

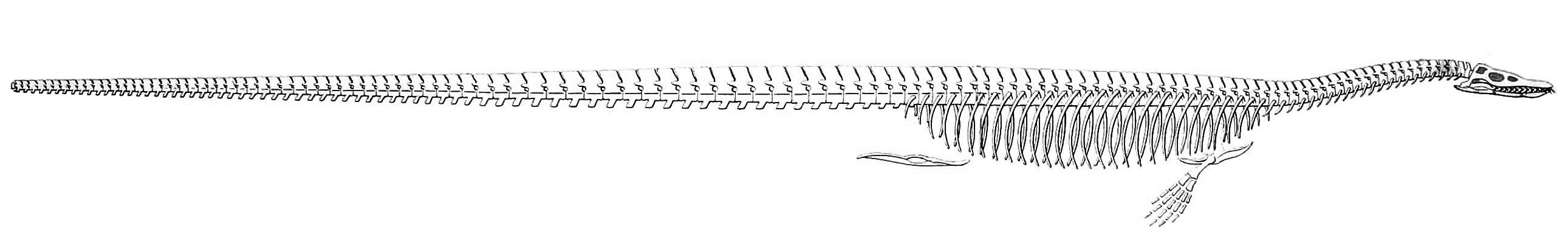
傳說中的「頭部裝到尾巴末端的薄片龍」化石，是科普與馬什之間的化石戰爭導火線

在1868年，科普開始架設薄片龍的化石。科普認為薄片龍應具有短頸部、長尾巴，如同蜥蜴，因此將頭部裝到尾巴末端上。科普在1869年八月公佈了他的薄片龍重建圖。這是大眾首次看到薄片龍外貌，而牠看起來有長而彎曲的尾巴，類似滄龍類的尾巴
早在1870年，約瑟夫·萊迪（Joseph Leidy）便已在費城自然科學館的會議中指出這個錯誤。而在20年後的1890年，奧塞內爾·查利斯·馬什（Othniel Charles Marsh）在報紙的文章上指出科普的錯誤 （页面存档备份，存于）。雖然馬什曾經挖出數具蛇頸龍類化石，但他從未提出任何蛇頸龍類的研究。這事件成為他們倆之間交惡數年的導火線之一，這場競爭也就是著名的化石戰爭。

## 古生物學

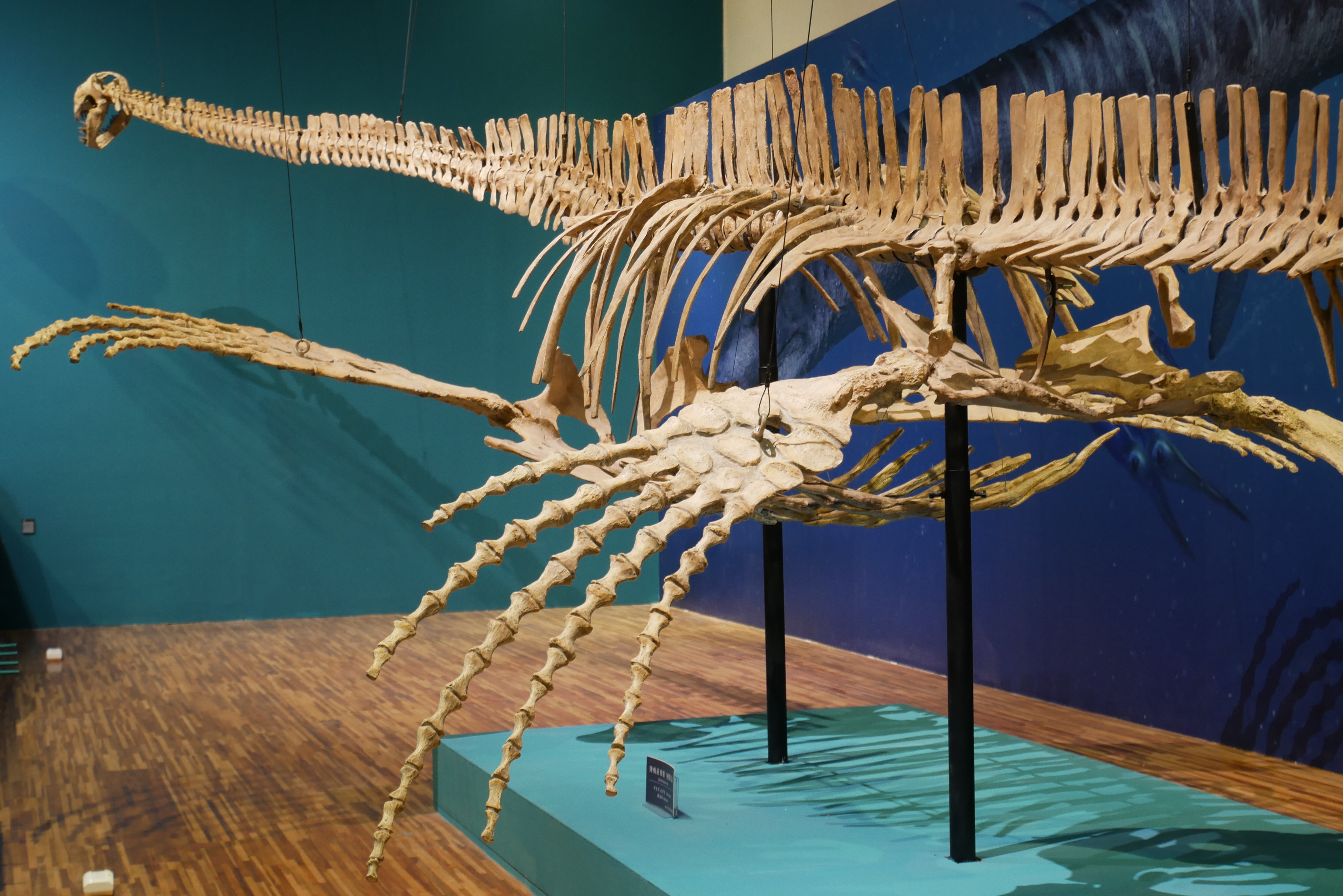
骨架（複製品）

大眾媒體常將蛇頸龍塑造呈頸部高舉出水面、獵食空中的翼龍類。但如同大部分蛇頸龍類，薄片龍的頸椎關節無法作出頭部高舉出海面，也受到其頸部重量的影響。其長頸部的重量，將身體的重心保持在前肢附近。所以只有當身體位於淺水的水底時，才能同時將頭部、頸部抬離水面，但這動作對於薄板龍而言相當危險。
薄片龍的頭部、頸部極可能有控制方向的功能。薄板龍的游泳速度緩慢，可能以跟蹤方式獵食魚群。長頸部可使魚群較慢發現到薄片龍。薄片龍極可能以小型硬骨魚、箭石（類似魷魚）、鱗齒魚、鸚鵡螺（軟體動物）為食。薄板龍吞食小型石頭以協助消化。
薄片龍被認為主要生存於開放性海域。牠們的生活方式所知有限，但根據蛇頸龍類的四肢不靈活，適合游泳的流線型身體，牠們極可能直接在水中產下幼體，類似現代海蛇。
和薄片龍生活於同時期海域的生物包括厚根齒魚、矛齒魚、Cimolichthys、Saurocephalus、蜥齒魚、鰓腺魚、乞丐魚、劍射魚、原金梭魚、Martinichthys等硬骨魚；白堊刺甲鯊、白堊鼠鯊、劍吻鯊、偽渡鴉鯊、角鱗鯊等鯊魚；里伯龍、神河龍、海霸龍、Terminonatator、雙臼椎龍、短頸龍、長喙龍、三尖股龍等蛇頸龍物種；滄龍、大洋龍、傾齒龍、海王龍、長鼻蜥龍、圓齒龍、硬椎龍、板踝龍、扁掌龍等滄龍科物種；古巨龜、原蓋龜、Porthochelys、Toxochelys等海龜；鳥類則包括不會飛的水生黃昏鳥及會飛的魚鳥，另外也有無齒翼龍、夜翼龍等翼龍。

## 大眾文化
- 薄片龍出現在BBC電視節目《海底霸王》（Sea Monsters）最後一集。
- 環球影業的1957年科幻電影《The Land Unknown》曾出現一隻薄片龍。
- 日本電影《你看起來很好吃（おまえうまそうだな）》中，也曾出現一隻薄片龍。

## 外部連結
- Elasmosaurus platyurus （页面存档备份，存于） -堪薩斯之海網站
- 薄板龍 蛇頸龍目字典